# Asociación de clubes franceses de waterpolo
La Asociación de clubes franceses de waterpolo es una organización que reúne a dirigentes de clubes de la élite nacional del campeonato francés de waterpolo.

## Objetivos
Sus objetivos son la promoción y la cobertura mediática del waterpolo en Francia, incluyendo un sitio web de información desde finales de 2008. 
Otro objetivo es la coordinación entre los clubes de élite y nacionales de Francia. 